# Babiana attenuata
Babiana attenuata är en irisväxtart som beskrevs av Gwendoline Joyce Lewis. Babiana attenuata ingår i släktet Babiana och familjen irisväxter. Inga underarter finns listade i Catalogue of Life.